# Zimiromus racamus
Zimiromus racamus Buckup & Brescovit, 1993 è un ragno appartenente alla famiglia Gnaphosidae.

## Etimologia
Il nome della specie è un'arbitraria combinazione di lettere, come affermato dallo stesso descrittore.

## Caratteristiche
L'olotipo maschile rinvenuto ha lunghezza totale è di 4,35mm; la lunghezza del cefalotorace è di 1,85mm; e la larghezza è di 1,47mm.

## Distribuzione
La specie è stata reperita nel Brasile settentrionale: l'olotipo maschile è stato rinvenuto sull'Ilha de Maracá, situata lungo il Rio Uraricoera, appartenente allo stato di Roraima.

## Tassonomia
Al 2016 non sono note sottospecie e dal 1993 non sono stati esaminati nuovi esemplari.